# Colegio Español de Malabo
El Colegio Español "Don Bosco" de Malabo es una institución educativa española, que funciona en coordinación conjunta con el Gobierno de Guinea Ecuatorial, el Ministerio de Asuntos Exteriores español, la Cooperación Española, y la Familia Salesiana de Malabo principalmente.
Es un centro religioso, que abarca los niveles desde la educación preescolar hasta el Bachillerato pasado por la primaria y la secundaria. Se rige por el sistema educativo español, por lo que existen las pruebas de selectividad y las diferentes modalidades de bachillerato, así como sus respectivos títulos.

## Historia
El acuerdo de cooperación cultural de 1969 ya preveía «la necesidad de establecer en la República de Guinea Ecuatorial unas estructuras pedagógicas y docentes de la mayor eficacia posible, consonantes con su ambiente e idiosincrasia, para lograr la rápida promoción humana e intelectual de su pueblo, resuelven establecer una estrecha cooperación en todos los sectores de la enseñanza. En este espíritu de estrecha colaboración, el Gobierno español tomará las medidas posibles para poner a disposición del Gobierno de la República de Guinea Ecuatorial el personal docente adecuado para el mantenimiento de los servicios pedagógicos y así mismo para su expansión y desarrollo». Por lo que con la llegada de la cooperación técnica una década después, se generan diferentes programas en el ámbito educativo, incluyendo la creación de sendos colegios españoles en Bata y Malabo.
En sus inicios el Colegio Español de Malabo fue creado para los hijos de ciudadanos españoles en Guinea Ecuatorial, tales como personal de la embajada, los cooperantes, empleados del Centro Cultural Hispano-Guineano... al ser éstos una minoría, el proyecto se amplió y actualmente estudian en él ciudadanos de Guinea Ecuatorial españoles y otras nacionalidades: «Atendiendo a una petición de la Oficina Técnica de Cooperación en Guinea Ecuatorial y teniendo en cuenta la existencia de población española en virtud del programa de cooperación con ese país, se crearon, por Orden de 4 de marzo de 1985 ("Boletín Oficial del Estado" de 29 de mayo), tres unidades escolares de EGB, dos de ellas en Malabo, a fin de escolarizar a los alumnos españoles en ese país. Los cambios habidos en la población española residente en Guinea Ecuatorial han hecho variar sustancialmente las circunstancias del centro desde su creación, especialmente por lo que se refiere al alumnado, que ha pasado a ser en la actualidad mayoritariamente ecuatoguineano».
El colegio, al igual que su homólogo en Bata, ha pasado por tres etapas.
La primera etapa abarca desde su fundación hasta el año 1999. En 1987 ya estaba incluido formalmente en la acción educativa en el exterior, coordinada por el Ministerio español de Exteriores, el de Educación y Ciencia y el de Cultura. Durante este periodo estuvo gestionado por la Cooperación Española, y sus instalaciones se hallaban en el mismo edificio en el que se encuentra ahora el Banco Nacional de Guinea Ecuatorial (BANGE).
Tras un periodo de inestabilidad de las relaciones entre Guinea Ecuatorial y España, la Cooperación Española retiró sus apoyo y durante el curso 2001-2002 pasó a manos de la Comunidad de Santa Teresita. Probablemente este ha sido el periodo más duro por el que ha tenido que pasar la institución. Las Religiosas tenían bajo su tutela el Colegio Santa Teresita, por lo que el Colegio Español y el Santa Teresita tuvieron que compartir las mismas instalaciones.
Tras intensas negociaciones, la Comunidad Salesiana de Malabo que también tiene a su cargo una importante parroquia, aceptó llevar las riendas de la institución. Posee unas instalaciones de considerable extensión, se ha incorporado un laboratorio y entre los meses de julio y octubre se realizan en él importantes cursillos de verano conocidos como CENJUBOS.

## Características
El colegio español de Malabo, al igual que el de Bata, actualmente es un centro educativo de titularidad privada, que se rige por normas propias, si bien el Ministerio de Educación español realiza las supervisiones correspondientes, ya que se otorga a sus alumnos la titulación española. Igualmente está adscrito al Centro para la Innovación y Desarrollo de la Educación a Distancia (CIDEAD) del Ministerio de Educación de España y es entidad colaboradora de la UNED.
Muchas generaciones de jóvenes han pasado desde su re-fundación en el 2001, gran parte de estos muchachos son guineanos y están cursando sus estudios en universidades, ya sean de guineanas, españolas, americanas y malayas. Además al tener el sistema educativo español, se reducen los problemas de homologación de estudios con España y otros países.
El colegio español de Malabo es un referente educativo en todo el ámbito educativo de Guinea Ecuatorial, ha sido calificado como "El mejor colegio de Guinea" según palabras del propio presidente de Guinea.[cita requerida]

## Festividades
Las festividades y actos oficiales son: la inauguración del año académico, la Inmaculada Concepción, la festividad de Navidad, San Juan Bosco, María Auxiliadora, la Independencia de Guinea Ecuatorial y día de la Hispanidad, así como el día de la Constitución española.